# 本願寺 (藤沢市)

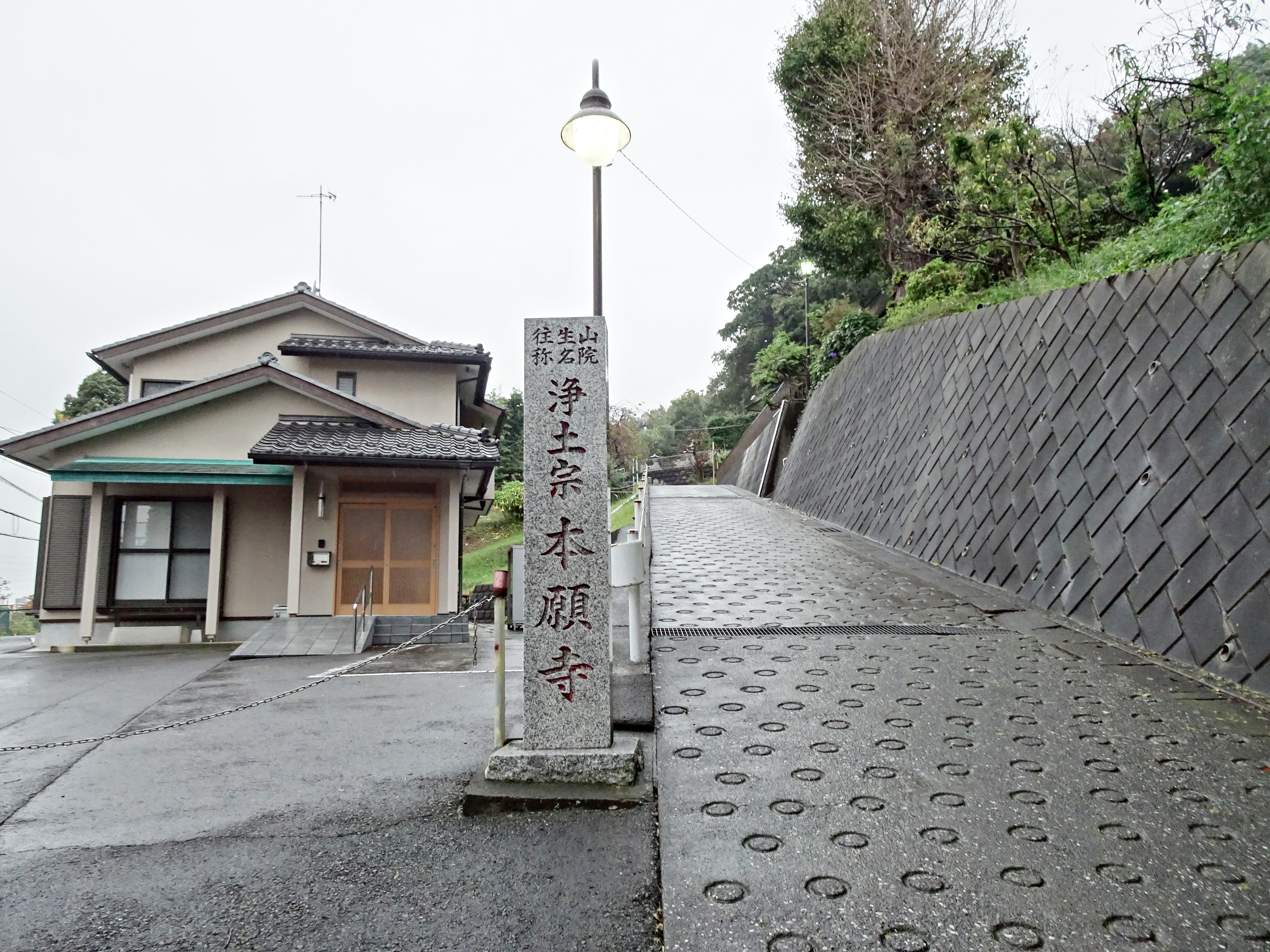
本願寺参道

本願寺（ほんがんじ）は、神奈川県藤沢市稲荷一丁目にある浄土宗の寺院。山号は往生山。

## 歴史
創建は明暦2年（1656年）に阿道による開山であるという説と、西村の観音坂への再建中興が明暦2年であるとする説もある。
天明6年（1786年）には大雨により土砂崩れが起こり寺が崩壊したが、寛政3年（1791年）、恵光が現在地に移転再興した。天保5年（1834年）火災にあった。

## 本尊
- 阿弥陀如来

## 交通
- 道路
  - 神奈川県道43号藤沢厚木線